# Maria Damsholt
Maria Damsholt (født 15. august 1945) er psykolog, forfatter, buddhist (søster til Terese Damsholt og niece til Torben Damsholt).
- Uddannet cand.psych. 1972.
- Seminarielektor ved N. Zahles Seminarium 1973-95.
- Privatpraktiserende psykolog siden 1989.

Initiativtager til dannelsen af foreningen Center for Bevidst Liv og Død Arkiveret 13. oktober 2018 hos  Wayback Machine, hvis formål er at uddanne og vejlede frivillige hjælpere til terminale patienter og deres familier,socialt projekt under Center for Visdom og Medfølelse.

## Produktion
Maria Damsholt har bl.a. skrevet "Dør" 1989, "Slaskedukke" 1984, "Angsten for tab. Rædslen for tæthed" 1983, "Digte om et år" 1981, "Stoferfaringer, stofoplevelser" 1974.

## Rejser
Sydamerika, USA og Østen (fx m ophold i Dharamsala).

## Udmærkelser
Tildelt rejselegater og arbejdslegater fra Statens Kunstfond.
Statens Kunstfonds 3-årige Stipendium, 1990.
Helge og Edith Rohdes Legat, 1990.